# Phlegetonia operatrix
Phlegetonia operatrix is een vlinder uit de familie van de Euteliidae. De wetenschappelijke naam van de soort is voor het eerst geldig gepubliceerd in 1860 door Wallengren.